# Прапор Ханти-Мансійського автономного округу — Югри

Прапор Ханти-Мансійського автономного округу — Югри

Прапор Ханти-мансійського автономного округу — символ Ханти-Мансійського автономного округу. Прийнято 14 вересня 1995 року.

## Опис
Прапор Ханти-Мансійського автономного є прямокутним полотнищем, розділеним по горизонталі на дві рівновеликі смуги (верхня — синьо-блакитна, нижня — зелена), завершене по вертикалі прямокутною смугою білого кольору.
У лівій верхній частині полотна розташований елемент білого кольору з герба Ханти-Мансійського автономного округу.
Відношення висоти полотнища (по ратищу) до загальної довжини до кінця прямокутної смуги — 1:2; відношення ширини прямокутної білої смуги до загальної довжини — 1:20; відношення відстані від ратища до геометричного центру елемента білого кольору до загальної довжини — 1:4; відношення відстані від краю верхньої крайки полотнища до геометричного центру елемента білого кольору до загальної довжини — 1:10; ширина й довжина елемента білого кольору до загальної довжини, відповідно, — 1:4, 1:10; відношення товщини складових частин елемента білого кольору до загальної довжини — 1:40.